# Mücü
Mücü è un comune dell'Azerbaigian situato nel distretto di İsmayıllı. Conta una popolazione di 229 abitanti.